# Canebrake

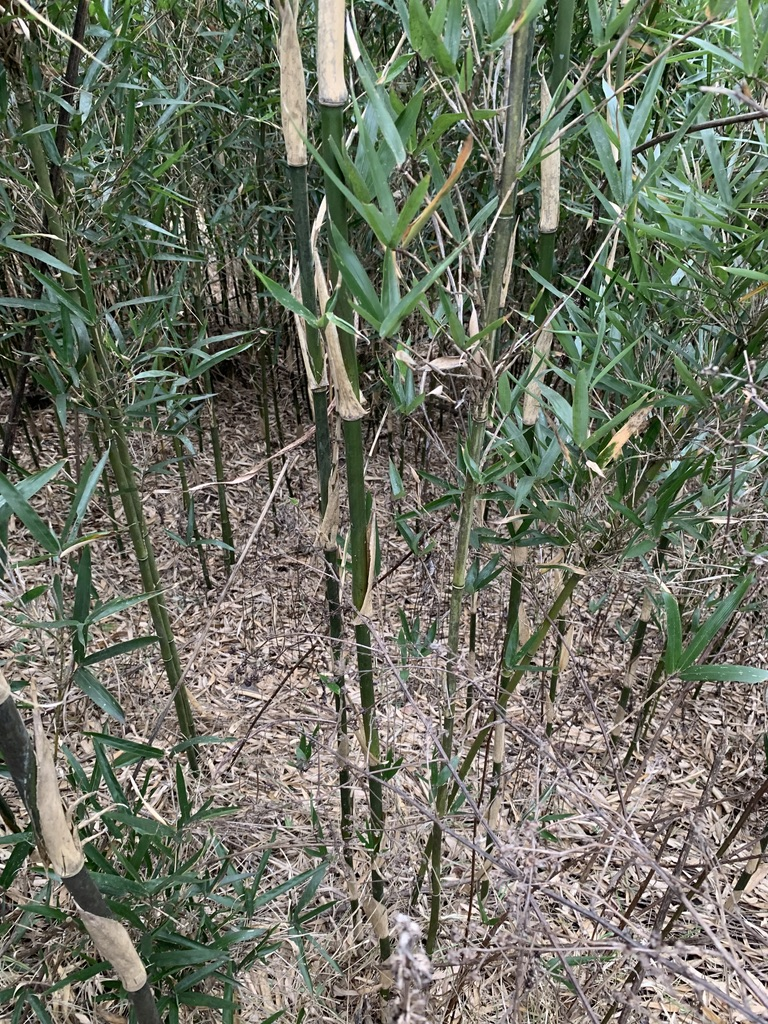
Arundinaria gigantea dans un canebrake au Kentucky

Aux États-Unis, un canebrake est un fourré de cannes (ou chaumes), formé par des bambous indigènes du genre  Arundinaria : Arundinaria gigantea,   Arundinaria tecta  et Arundinaria appalachiana. 
Comme les autres bambous, ces graminées ligneuses forment des peuplements denses pouvant atteindre 8 m de haut. 
Arundinaria gigantea se trouve généralement dans les vallées de ruisseaux et les ravins dans tout le Sud-Est des États-Unis. Arundinaria tecta est une espèce de taille plus petite présente dans les plaines côtières de l'Atlantique et du golfe du Mexique. Enfin Arundinaria appalachiana se rencontre dans des zones d'altitude plus élevée à l'extrémité sud des Appalaches.
Étymologie : le terme « brake » désigne en anglais une zone naturelle ou humide envahie par un seul type de plantes. Ce  terme est probablement dérivé de brackens ou brakes qui désigne une grande fougère envahissante provenant de la Grande-Bretagne.
Les canebrakes étaient autrefois répandus dans tout le Sud des États-Unis mais ont été largement remplacés par des cultures du fait du développement de l'agriculture. 
Cette destruction de leur habitat met en péril la survie de certaines espèces de la faune locale, comme la panthère de Floride (Puma concolor subsp. coryi) et un passereau, la paruline de Bachman (Vermivora bachmanii). Cette dernière est gravement menacée et peut-être éteinte. Parmi les autres espèces inféodées au canebrake figurent plusieurs espèces de papillons, ainsi que la paruline de Swainson (Limnothlypis Swainsonii).  On a récemment découvert que la paruline de Swainson colonisait des plantations de pins (largement répandus dans le sud-est des États-Unis) d'un âge particulier, car elles peuvent fournir l'habitat et les proies recherchés par cette espèce.
Les cannes peuvent se reproduire de manière asexuée et rapide, adaptation qui leur permet de persister tranquillement à l'ombre d'une forêt pendant des années et de profiter rapidement de perturbations, telles que les coups de vent (chablis), les inondations ou les ouragans qui peuvent détruire le couvert forestier. Lorsqu'elles sont libérées de cette façon, les cannes peuvent rapidement réinvestir les espaces ouverts.
Le canebrake, dont il ne subsiste que 2 % de la superficie originelle, est considéré aux États-Unis comme un « écosystème en danger critique d'extinction ». 